# Heterocerus pavliceki
Heterocerus pavliceki là một loài bọ cánh cứng trong họ Heteroceridae. Loài này được Skalický miêu tả khoa học đầu tiên năm 1999.